# Møre og Romsdal (circonscription électorale)
La circonscription électorale de Møre og Romsdal est une circonscription électorale de la Norvège, utilisée pour les élections législatives.
Ses frontières correspondent au comté du même nom.